# Veerle Rooms
Veerle Rooms (Sint-Niklaas, 1947) is een Belgisch beeldend kunstenaar, bekend als graficus. Ze werkte met meerdere technieken, etsen, zeefdrukken en digitale kunst. Rooms was in de tweede helft van de twintigste eeuw toonaangevend in druktechnieken en de prentkunst

## Biografie
Rooms is de dochter van Frans Rooms en Lea Van Eynde.

## Opleiding
Rooms studeerde Beeldende en Grafische Kunsten aan het Nationaal Hoger Instituut te Antwerpen. In 1975 ontving ze een beurs van de Stichting Roeping. Ze maakte studiereizen naar Joegoslavië, Japan en de Verenigde Staten. 

## Loopbaan als docent
Rooms was tussen 1970 en 2007 docent Hoger Kunstonderwijs aan de toenmalige Sint Lucas Antwerpen (nu deel van de Karel de Grote Hogeschool)

## Nalatenschap
Omdat grafiek trendgevoelig is, richtte Rooms in 2011 de “Foundation Veerle Rooms” op, een private stichting die haar nalatenschap zal bewaren en jonge grafici zal blijven ondersteunen.

## Werk (selectie)
- De baadsters (1989), zeefdruk met een gelaagde compositie

## Publicaties
- De rebus (2003). ISBN 9789076895703.
- Mythen en tekens (poëzie). Uitgeverij P. (2014). met gedichten van Marleen De Crée Peter Holvoet-Hanssen Willem Persoon, Lies Van Gasse.

- Gemeinsame Normdatei: 130315982
- International Standard Name Identifier: 0000 0000 7872 7155
- Library of Congress Control Number: n2003017292
- RKD-Nederlands Instituut voor Kunstgeschiedenis: 99241
- Virtual International Authority File: 6764865